# Баскетбол на літніх Олімпійських іграх 2020 — жінки (склади)
У цій статті представлено склади всіх збірних, що візьмуть участь у жіночому турнірі з баскетболу на літніх Олімпійських іграх 2020 у Токіо.

## Група A

### Канада
Склад жіночої збірної Канади з 12 гравчинь оголошено 30 червня 2021 року.

### Південна Корея
Склад збірної оголошено 23 червня 2021 року.

## Група B

### Франція
Склад збірної з 15 гравчинь оголошено 1 липня 2021 року. Остаточний склад названо 5 липня 2021 року.

### Японія
Склад збірної оголошено 1 липня 2021 року.

### США
Склад збірної оголошено 21 червня 2021 року.

## Група C

### Австралія
Склад збірної оголошено 26 травня 2021 року.

### Бельгія
Склад збірної оголошено 4 липня 2021 року.

### Китай
Склад збірної оголошено 3 липня 2021 року.